# Ʋ̂
Cette page contient des caractères spéciaux ou non latins. S’ils s’affichent mal (▯, ?, etc.), consultez la page d’aide Unicode.
Ʋ̂ (minuscule : ʋ̂), appelé V de ronde accent circonflexe ou V crosse accent circonflexe, est un graphème utilisé dans l’écriture du goo, gouro, kaansa et du toura. Il s’agit de la lettre Ʋ diacritée d’un accent circonflexe.

## Représentations informatiques
Le V de ronde accent circonflexe peut être représenté avec les caractères Unicode suivants :
- décomposé (latin de base, diacritiques)[1],[2],[3] :

| formes    | représentations | chaînes de caractères | points de code | descriptions                                                      |
| --------- | --------------- | --------------------- | -------------- | ----------------------------------------------------------------- |
| capitale  | Ʋ̂               | Ʋ◌̂                    | U+01B2 U+0302  | lettre majuscule latine v crosse diacritique accent circonflexe   |
| minuscule | ʋ̂               | ʋ◌̂                    | U+028B U+0302  | lettre minuscule latine v de ronde diacritique accent circonflexe |